# Twelve Foot Ninja
Twelve Foot Ninja (gelegentlich auch 12 Foot Ninja) war eine aus dem australischen Melbourne stammende Band, welche Progressive Metal mit Elementen verschiedenster Musikrichtungen vermischt. Sie gilt als Teil der Djent-Bewegung.
Der Name der Band leitet sich von der Geschichte eines Ninjas ab, welcher nach Belieben bis zu zwölf Fuß (ca. 365 cm) groß werden kann. Die Geschichte ist wesentlicher Bestandteil der Liedtexte der Band.

## Geschichte

### Gründung und Veröffentlichung der ersten beiden EPs (2007–2011)
2007 beschloss der Gitarrist Steve Mackay, welcher bereits an der Seite von Künstlern wie Delta Goodrem auf der Bühne stand, eine eigene Band zu gründen, die mehr seinen musikalischen Vorstellungen entsprach. Infolgedessen kontaktierte er einen Freund, den Schlagzeuger Shane Russell, mit welchem er die Band Twelve Foot Ninja gründete. Nachdem der Sänger Nick Barker mit dem Künstlernamen Kin Etik über das Internet auf die Band aufmerksam geworden war und sich einige Demoaufnahmen der Band auf deren Myspace-Seite angehört hatte, nahm er Kontakt zu Mackay und Russ auf und schickte diesen einige Aufnahmen von seinem Gesang. Nachdem die beiden das Material gesichtet hatten, nahmen sie Barker als vollwertiges Mitglied in die Band auf. Auf der Suche nach einem Bassisten lud die Band zum Vorspielen ein, wo sie in Damon McKinnon einen geeigneten Musiker für die Besetzung des Basses fanden.
Noch bevor die Band ihren ersten Auftritt hatte, veröffentlichte sie im Oktober 2008 mit New Dawn ihre erste EP. Anschließend folgten erste Konzerte, unter anderem als Vorband von Mammal sowie erste Festivalauftritte. Zwei Jahre später, im November 2010, veröffentlichte die Band ihre zweite EP unter dem Namen Smoke Bomb in Eigenregie, nachdem die finanziellen Mittel für ein vollständiges Studioalbum nicht gegeben waren. Gleichzeitig ging die Band auf Tour quer durch Australien. Zudem trat die Band Ende Juli 2011 als Vorband von Periphery und TesseracT auf einem Konzert in Melbourne auf.

### Veröffentlichung des DebütalbumsSilent Machine(2012)
Im März 2013 war die Band gemeinsam mit Circles und Jericco auf Tour durch Australien. Eine weitere Tour folgte zwischen Mai und Juni an der Seite von Dead Letter Circus und Fair to Midland. Im November 2012 veröffentlichte die Band ihr Debütalbum Silent Machine, welches auf Platz 53 der australischen ARIA Charts einstieg und die Geschichte des Assassinen Kiyoshi erzählt, welcher in einer parallelen Welt lebt, die von vier Tyrannen regiert wird. Kiyoshi ist auserwählt, wieder Frieden und Balance in die Welt zu bringen, weshalb er mit der Fähigkeit ausgestattet ist, nach Wunsch seine zwölf Füße zu benutzen. Die Geschichte wurde von Steve Mackay und seiner Freundin Fiona Permezel geschrieben und war an das Buch Die Prophezeiungen von Celestine von James Redfield angelehnt. Das Album war das Resultat einer Werbekampagne, welche den Namen „Project 12“ trug und mit welcher sich die Band erhoffte, ihre Fangemeinde zu vergrößern. Bei dieser wurde zwölf Wochen lang, jede Woche ein neuer Song des Albums mit einem passenden Comic dazu veröffentlicht, welcher von dem Künstler Keith Draws gezeichnet wurde.
Ende 2012 stieß Rohan Hayes, der bei demselben Gitarrenlehrer wie Steve Mackay das Gitarre spielen gelernt hatte, der Band hinzu. Auf Hayes, welcher selber vor dem Beitritt Fan der Band war, aufmerksam geworden, war die Band, nachdem dieser instrumentale Coverversionen von Liedern der Band auf die Video-Plattform YouTube hochgeladen hatte, nun komplett. Da Hayes nebenbei auch noch singen konnte, was die Band wusste, da Rohan mit seiner vorherigen Band bereits an der Seite von Twelve Foot Ninja aufgetreten war, baten sie ihn, der Band beizutreten, um diese bei ihren Live-Auftritten musikalisch zu unterstützen.

### Weitere Entwicklung
Anfang April 2013 rief die Band über die Crowdfunding-Plattform Pozible dazu auf, Geld für ein geplantes Musikvideo zu spenden. An der einmonatigen Sammelaktion beteiligten sich 500 Unterstützer, die bis zum Schluss über AU$ 52.000 spendeten, womit das geplante Budget von AU$ 45.000 sogar übertroffen wurde. An dem Video sollen unter anderem Mitglieder der Band Periphery, der Synchronsprecher Liam O’Brien und das Erotik-Model Madison Rhys auftreten. Mit dem Video möchte die Band ein Zeichen gegen das im Internet gängige Trolling setzen, unter welcher die Band und befreundete Musiker zu leiden haben.
Im Juli 2013 war die Band als Vorband von Fear Factory zu sehen. Zwischen August und Oktober tourte die Band ein weiteres Mal durch Australien. Anschließend folgte eine erste Tour durch Europa mit Skyharbor und Ever Forthright, auf der die Band unter anderem auf dem Euroblast Festival in Köln auftrat.
Im August und September 2016 tourte die Band mit der aufstrebenden Neuformation Acolyte (ebenfalls aus Melbourne) im Vorprogramm durch ihr Heimatland.
2019 verkündete Bassist und Gründungsmitglied Damon McKinnon seinen Ausstieg aus der Band.
Am 18. Dezember 2021 gab die Band bekannt, dass Sänger Kin Twelve Foot Ninja verlassen wird zusammen mit einem Aufruf, einen neuen Sänger zu suchen. Am 12. Juli 2022 teilte die Band mit, dass sie auf unbestimmte Zeit pausieren und alle anstehenden Tourneen im Jahr 2023 absagen würde.
Am 11. Juli 2024 veröffentlichte die Band ihr Akustikalbum Mutant Dreams and Face Transplants: An Acoustic Experience und gab gleichzeitig ihre Auflösung bekannt.

## Stil
Obwohl die Band mit Shane Russel einen professionellen Schlagzeuger besitzt, verwendet sie bei ihren Aufnahmen digitale Schlagzeugprogramme der Firma Toontrack, bei welcher Steve Mackay seit Anfang 2011 unter Vertrag steht. Auf den ersten beiden EPs verwendete die Band den EZ Drummer, indem Shane Russell auf einem elektronischen Schlagzeug spielt, während auf Silent Machine neben dem Superior Drummer 2 echte Becken und Hi-Hats verwendet wurden. Live spielt Russel jedoch auf einem echten Schlagzeug.

## Diskografie

### Alben
| Jahr | Titel Musiklabel              | Höchstplatzierung, Gesamtwochen, AuszeichnungChartsChartplatzierungen (Jahr, Titel, Musiklabel, Platzierungen, Wochen, Auszeichnungen, Anmerkungen) | Anmerkungen                             |
| Jahr | Titel Musiklabel              | AU | Anmerkungen                             |
| ---- | ----------------------------- | --- | --------------------------------------- |
| 2012 | Silent Machine Volkanik Music | — | Erstveröffentlichung: 13. November 2012 |
| 2016 | Outlier Volkanik Music        | AU6 (1 Wo.)AU | Erstveröffentlichung: 26. August 2016   |
| 2021 | Vengeance Volkanik Music      | AU20 (1 Wo.)AU | Erstveröffentlichung: 15. Oktober 2021  |

### Weitere Alben
- 2024: Mutant Dreams and Face Transplants: An Acoustic Experience

### EPs
- 2008: New Dawn (Eigenvertrieb)
- 2010: Smoke Bomb (Eigenvertrieb)

### Singles
- 2012: Mother Sky (Volkanik Music)
- 2012: Coming for You (Volkanik Music)